# Fëdor Fëdorov
Fëdor Viktorovič Fëdorov (in russo Фёдор Викторович Фёдоров?; Apatity, 11 giugno 1981) è un ex hockeista su ghiaccio russo.

## Palmarès

### Mondiali
- 1 medaglia:
  -  Austria 2005